# Savandurga

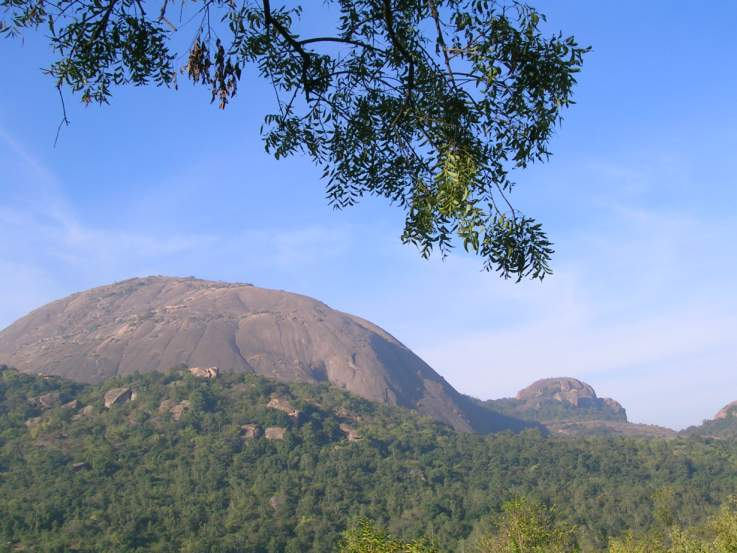
Il versante settentrionale del monolito di Savandurga.

Savandurga (in lingua kannada: ಸಾವನದುರ್ಗ) è il nome di una sporgenza collinare situata 60 km a ovest Bangalore, nella regione di Karnataka, in India, poco lontano dalla strada che conduce a Magadi.

## Caratteristiche
La formazione rocciosa è considerata uno dei più importanti monoliti dell'Asia. Il monolito è costituito da due colline chiamate localmente Karigudda (collina nera) e Biligudda (collina bianca). 
Si innalza fino a 1.226 m sul livello del mare, elevandosi di circa 380 m rispetto al terreno circostante che è prevalentemente pianeggiante. La larghezza alla base è di 10,9 km. La collina si trova all'interno dell'Altopiano del Deccan ed è costituita da gneiss, granito, dicchi basici e laterite.
Alla base delle colline di Savandurga si trovano gli importanti templi "Savandi Veerabhadreshwara Swamy" e "Narasimha Swamy", meta frequentata di un importante flusso di pellegrini.

## Origine del nome
L'origine del nome non è nota con certezza. La prima menzione risale al 1340 da parte di Hoysala Ballala III di Madabalu, dove la collina viene indicata come Savandi. Sembra che venisse chiamata Samantadurga da Samantharaya, un governatore di Magadi sotto Ahchutaraya, anche se non c'è alcuna traccia scritta che lo confermi. Nel 1791 il pittore inglese Robert Home, nel corso del suo viaggio nel subcontinente indiano, vide la collina in distanza da Bangalore e nel suo libro riportò il nome come Savinadurga o "forte della morte". A quel tempo non c'erano sentieri per raggiungere la cima e la collina era ricoperta di bamboo e altri alberi che formavano una barriera impenetrabile.

## Clima
Il clima della zona è quello della savana, con una temperatura media annuale di 25 °C. Il mese più caldo è marzo, quando la temperatura media è di 30 °C e il più freddo è luglio, con 22 °C. La piovosità media annua è di 977 millimetri. Il mese più piovoso è Ottobre, con 204 mm di precipitazione in media, mentre il più secco è gennaio, con 1 mm di precipitazione.